# Van Lanschot Kempen
Van Lanschot Kempen NV est un gestionnaire de fortune spécialisé et indépendant qui fournit des services de banque privée, de gestion d'investissement et de banque d'investissement à des personnes fortunées et des institutions. Son siège est à Bois-le-Duc, aux Pays-Bas. Fondée en 1737, c'est la plus ancienne institution financière indépendante des Pays-Bas et des Benelux, et l'une des plus anciennes institutions financières indépendantes au monde.
Van Lanschot Kempen est considéré comme l'un des principaux gestionnaires de fortune néerlandais, avec une reconnaissance mondiale pour l'attention qu'il porte à l'investissement durable.

## Structure de l'entreprise

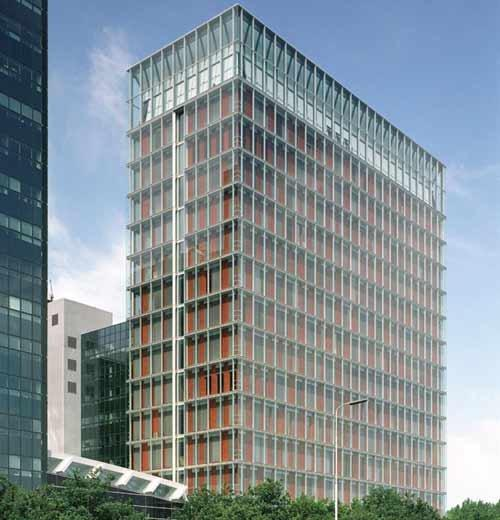
Bureaux de Van Lanschot à Amsterdam

Van Lanschot Kempen offre des services de banque privée de gestion d'investissement et de banque d'investissment :
- Private Banking propose des services destinés à six groupes cibles aux Pays-Bas, en Belgique et en Suisse (en se concentrant sur les riches ressortissants néerlandais et belges) : les particuliers fortunés, les nouveaux arrivants sur le marché de la gestion de fortune, les entrepreneurs et les entreprises familiales, les professionnels et les dirigeants d'entreprise ainsi que les professionnels de santé, fondations et associations. Ses activités de banque privée en Belgique portent la marque Mercier Van Lanschot.
- Evi van Lanschot est la plateforme d'investissement et d'épargne en ligne de Van Lanschot Kempen destinée aux clients aisés et aux nouveaux investisseurs aux Pays-Bas et en Belgique[10].
- Investment Management (anciennement Kempen Capital Management (KCM)) est une société européenne et britannique spécialisée dans la gestion d'actifs qui se concentre sur une sélection de stratégies d'investissement, notamment les actions à dividendes élevés, les titres à revenu fixe, les fonds de hedge funds, l'immobilier, les petites capitalisations et l'nfrastructure[10].
- Investment Banking (anciennement Kempen & Co) est une banque d'investissement européenne spécialisée dans les transactions sur les marchés des capitaux, les services de conseil en matière de dette, la recherche d'actions et le trading ainsi que les fusions et acquisitions[10].

Van Lanschot Kempen est autorisée par De Nederlandsche Bank (DNB), la banque centrale néerlandaise, à exercer en tant que banque conformément à la loi néerlandaise sur la surveillance financière. Elle est sous la supervision directe de la DNB en tant qu'« institution moins importante » sous la surveillance bancaire européenne. En outre, l' Autorité néerlandaise des marchés financiers (AFM) contrôle son comportement sur le marché.

## Histoire

### Van Lanschot Kempen

#### La maison de commerce
L'histoire de Van Lanschot Kempen remonte au 22 juillet 1737, lorsque Cornelis van Lanschot établit une maison de commerce à Bois-le-Duc. À l'origine, elle faisait du commerce de marchandises coloniales dans les régions du Brabant et du Limbourg, de la principauté de Liège, du duché de Clèves, du duché de Juliers et d'une grande partie du Brabant belge. Son activité de commerce se fait à la fois en provenance et à destination des colonies néerlandaises, mais le déclin des Pays-Bas dans le commerce international va pousser la famille Van Lanschot à s'intéresser à un autre domaine, celui de la banque.

#### Van Lanschot devient une banque
À partir de 1799, la société passe aux mains de Franciscus van Lanschot. Sous sa direction, la société s'implique rapidement dans l'encaissement et l'escompte des lettres de change auprès des clients et dans le change des devises étrangères. Dès la deuxième moitié du XIXe siècle, le modèle économique a pleinement accompli sa mutation d'une maison de commerce vers une banque. En 1901, Van Lanschot Kempen est passée d'une société en nom collectif à une société en commandite sous le nom de F. van Lanschot.
Néanmoins cette banque reste petite, elle ne possède que son bâtiment de Bois-le-Duc et a pour fonction essentielle de fournir des services bancaires à la famille van Lanschot qui avait investi dans le secteur industriel alors en pleine croissance.

#### Van Lanschot s'étend en dehors de Bois-le-Duc
Avant 1954, les activités bancaires de Van Lanschot Kempen étaient exercées depuis ses bureaux de Bois-le-Duc. Par la suite, elle a progressivement étendu ses activités en ouvrant des bureaux supplémentaires, principalement dans le sud des Pays-Bas. Au début des années 1970, elle acquiert plusieurs banques néerlandaises. Au cours des années 1980, elle ouvre plusieurs bureaux dans le centre des Pays-Bas et, à partir de 1991, elle ouvre des bureaux en Belgique lance une stratégie d'expansion.
En 1973, la National Westminster Bank est devenue le premier actionnaire non familial en acquérant une participation minoritaire dans la société mère Van Lanschot's Beleggings-Compagnie. Du début des années 1990, jusqu'à la vente de sa participation en 1994, NatWest était l'actionnaire majoritaire. En juin 1999, Van Lanschot entre en bourse, ses titres sont cotés sur Euronext Amsterdam.
En 2004, Van Lanschot Kempen a acquis son rival CenE Bankiers (services financiers pour le secteur de la santé) auprès d'ING, ce qui lui permet de connaître une forte croissance au milieu des années 2000,.
En 2007, Van Lanschot Kempen a acquis Kempen & Co, fondée en 1903 à Amsterdam par Arines Johannes Kempen avec son compagnon Martinus Dirk de Lange en tant qu'agent de change indépendant. La bourse des matières premières, la Beurs van Berlage, avait ouvert ses portes seulement un mois auparavant et c'est cette bourse qui était utilisée par Kempen & Co pour ses échanges. La société a commencé par se spécialiser dans le commerce des sociétés cotées opérant dans les Indes néerlandaises.
En 2013, Van Lanschot Kempen a lancé Evi van Lanschot. Evi van Lanschot est une plateforme d'épargne et d'investissement en ligne visant à étendre son offre aux clients aisés et aux nouveaux investisseurs.
En 2015, Van Lanschot Kempen a acquis l'activité de gestion fiduciaire britannique de MN, un gestionnaire néerlandais de retraites et d'investissements. En décembre 2016, Van Lanschot Kempen a acquis l'activité de banque privée de Staalbankiers. En août 2017, Van Lanschot Kempen a acquis l'activité néerlandaise de gestion de fortune d'UBS. En 2021, Van Lanschot Kempen a acquis Hof Hoorneman Bankiers, une banque privée néerlandaise.

### Mercier Van Lanschot
Mercier Van Lanschot a été créée en 2024 par la fusion de Van Lanschot Belgium, établie en tant que présence belge de Van Lanschot Kempen en 1991, et de Mercier Vanderlinden, créée en 2000.
Après la vente des participations familiales dans AnHyp (Antwerpse Hypotheekkas), Devos-Lemmens et Frisk, les familles Mercier et Vanderlinden ont décidé de confier la gestion de leur patrimoine à Stéphane Mercier et Thomas Vanderlinden. Leur objectif était de protéger et d’accroître le pouvoir d’achat du patrimoine familial pour les générations futures.
En juillet 2021, Van Lanschot Kempen a acquis une participation de 70 % dans Mercier Vanderlinden. En décembre 2022, Van Lanschot Kempen acquiert la participation restante de 30 % dans Mercier Vanderlinden, Mercier Vanderlinden devenant actionnaire de référence de Van Lanschot Kempen. En janvier 2024, Mercier Vanderlinden et Van Lanschot Belgium se sont unies sous le nom Mercier Van Lanschot.

### Direction
Depuis ses origines en 1737 jusqu'à la mort de Jan Cees van Lanschot en 1991, le PDG de Van Lanschot Kempen était un membre de la famille Van Lanschot. De 1991 à 2002, Bert Heemskerk devient PDG. Floris Deckers lui succède en 2002, puis Karl Guha en 2013 et enfin Maarten Edixhoven depuis 2021.

### Blason de la famille et de la société Van Lanschot

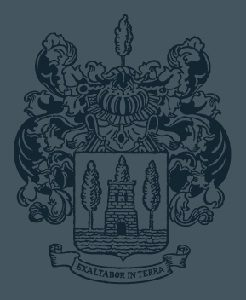
Blason de la famille Van Lanschot

Le blason de Van Lanschot Kempen est basé sur l'écusson utilisé par la famille Van Lanschot depuis le XVIIe siècle. La famille Van Lanschot est apparue à Zundert au XVe siècle. Le nom est dérivé d'un terrain allongé ou « long shot » situé dans le village d'Achtmaal. Trois arbres verts sont représentés sur une couverture argentée et verte. Devant l’arbre du milieu se trouve un château rouge. Le château pourrait être dérivé des armoiries de la famille Van Buerstede. La devise de l'écusson est : « Exaltabor in terra ».

### LeLanschotje

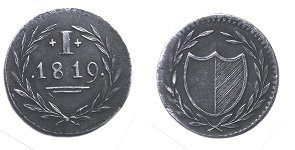
Recto et verso de la pièce Het Lanschotje

Après l'unification des Pays-Bas avec la Belgique et la proclamation du Royaume des Pays-Bas en 1815, une nouvelle régulation du système monétaire dut être établie. Le grand projet de monétisation prévu ne commença qu'entre 1821 et 1822. En conséquence, il y avait une pénurie de petites pièces de monnaie. Plusieurs personnes, pour la plupart des commerçants, ont cherché une solution temporaire (en dehors du gouvernement) pour faire circuler de petites pièces. Ils commandèrent de grandes quantités de pièces de cuivre à l'Allemagne et les apportèrent au royaume. L'épicier d'Utrecht Bleyenstein a été le premier à l'introduire sur le marché. Ces pièces ont également été mises en circulation par Franciscus van Lanschot. La pièce a reçu différents surnoms : het Lanschotje, het Bossche duit ou Bleyensteinse duit,.

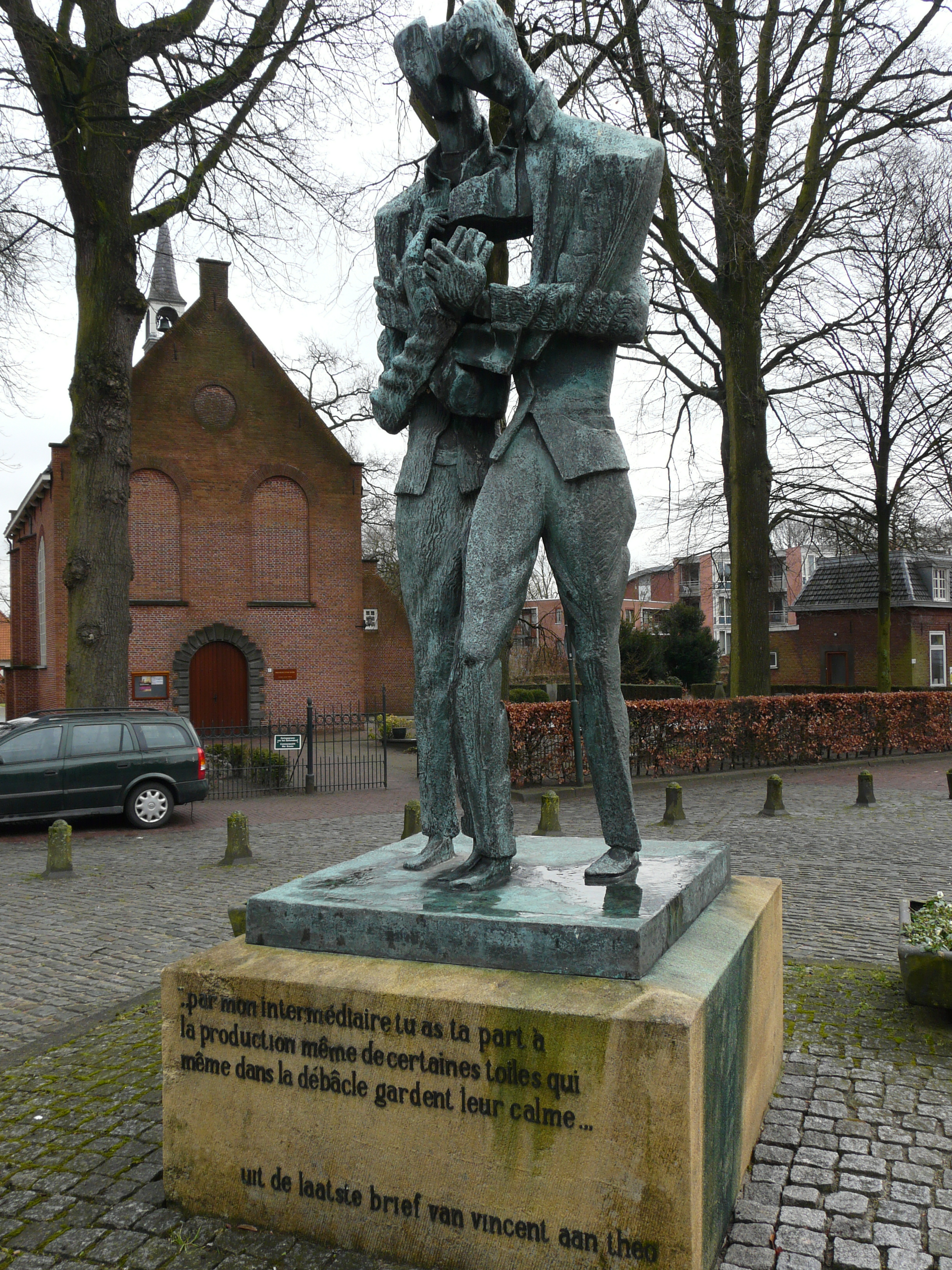
Statue de Vincent et Theo van Gogh à Zundert, par Ossip Zadkine un cadeau fait par la banque à la ville à l'occasion de son 225eme anniversaire.
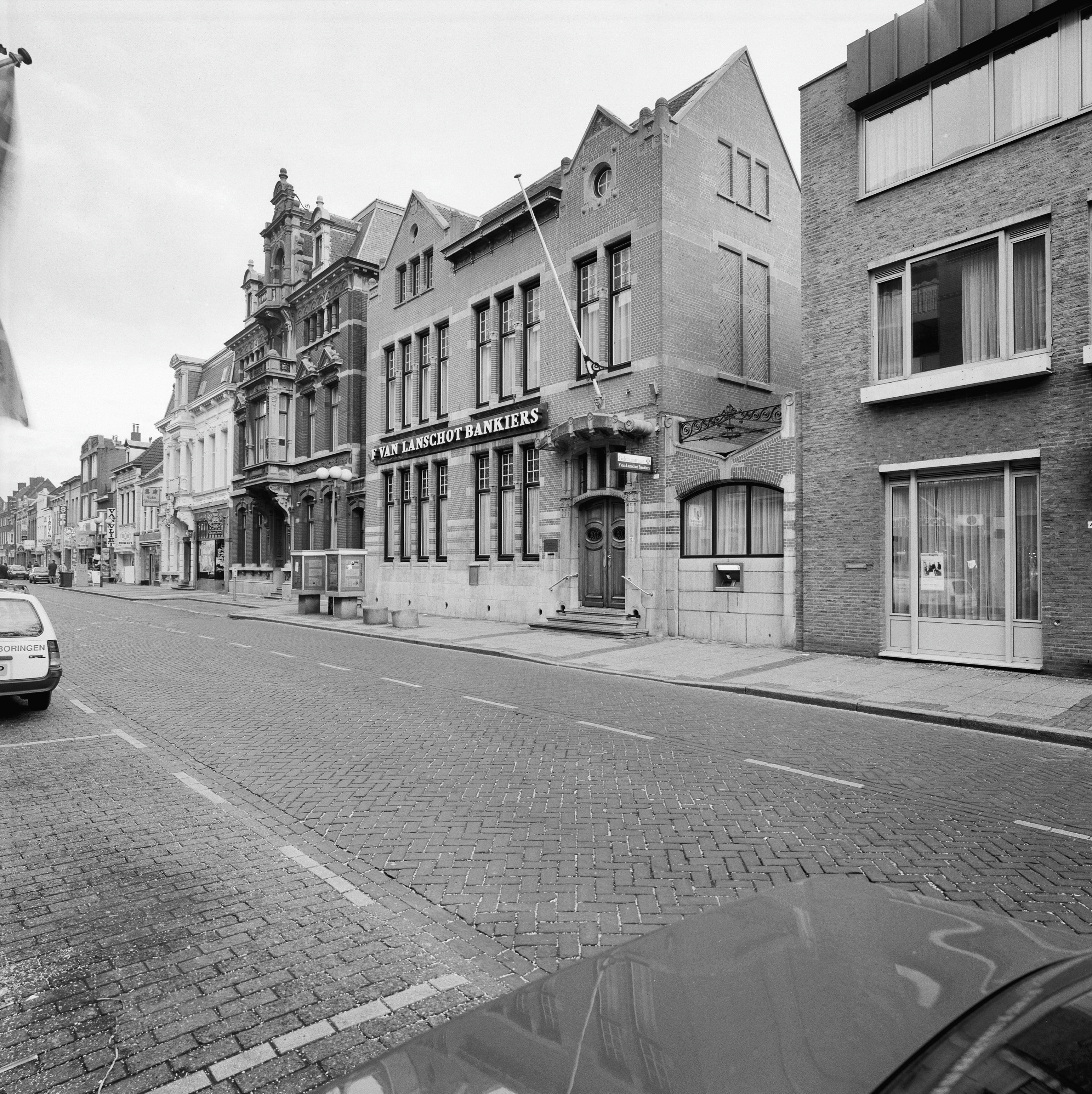
Une agence Van Lanschot à Roosendaal (date inconnue).
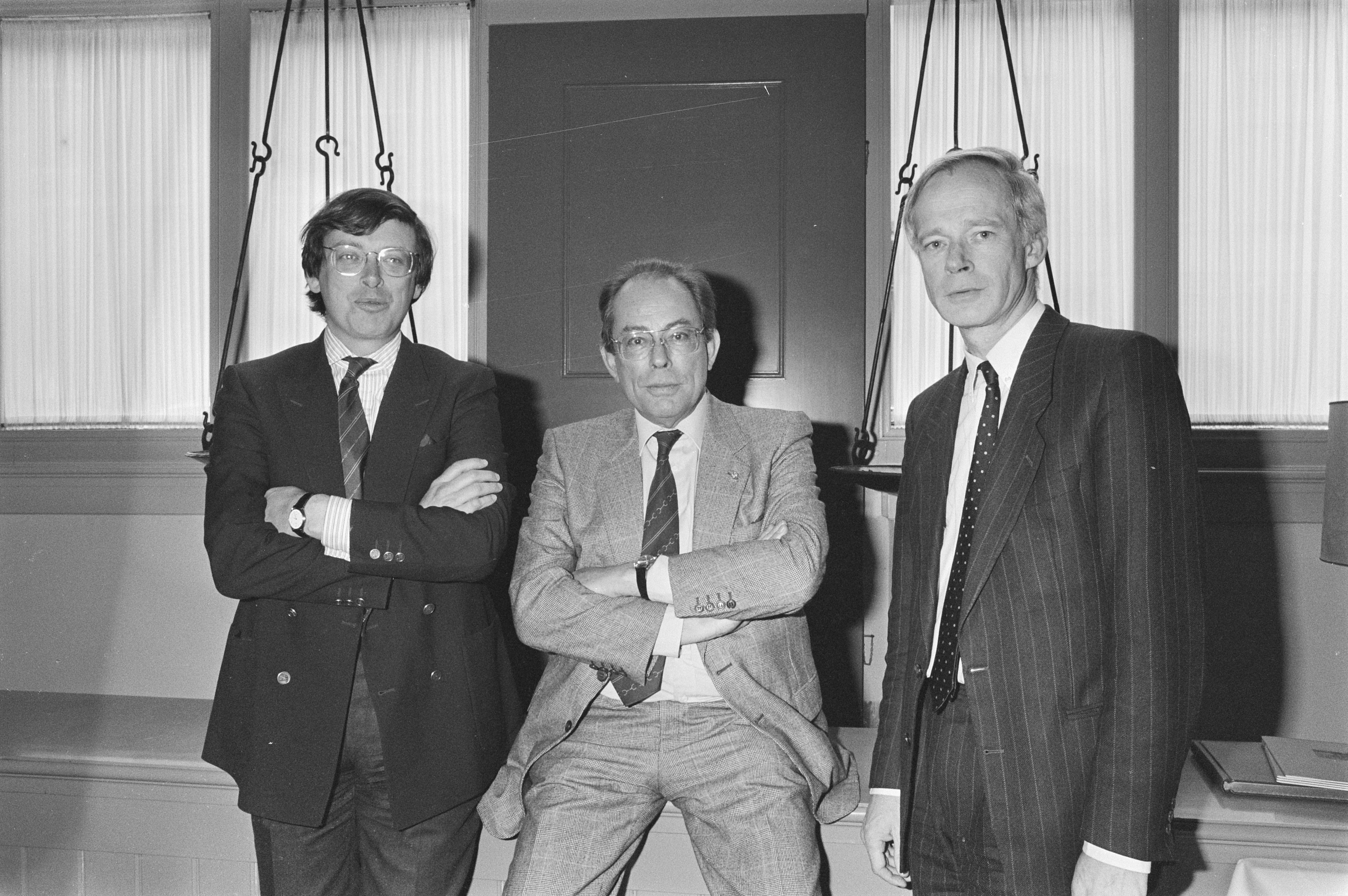
Photo des banquiers Van Lanschot (1985).

## Bureaux

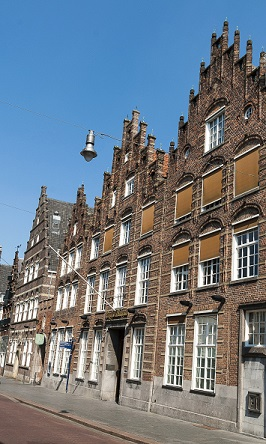
Siège social à Hooge Steenweg 29, 's-Hertogenbosch

Van Lanschot Kempen a son siège à Bois-le-Duc, Hooge Steenweg 29. En outre, les employés du siège social travaillent dans deux autres bâtiments à Bois-le-Duc dans le quartier Paleiskwartier et au World Trade Center Amsterdam.
Le service Private Banking dispose de bureaux et de points d'accueil clients dans la plupart des grandes villes des Pays-Bas et de Belgique. En outre, il possède des bureaux à Zurich et à Genève, en Suisse. Le service Investment Management possède des bureaux à Amsterdam, Londres et Paris. Investment Banking possède des bureaux à Amsterdam, Anvers, Zurich et New York.

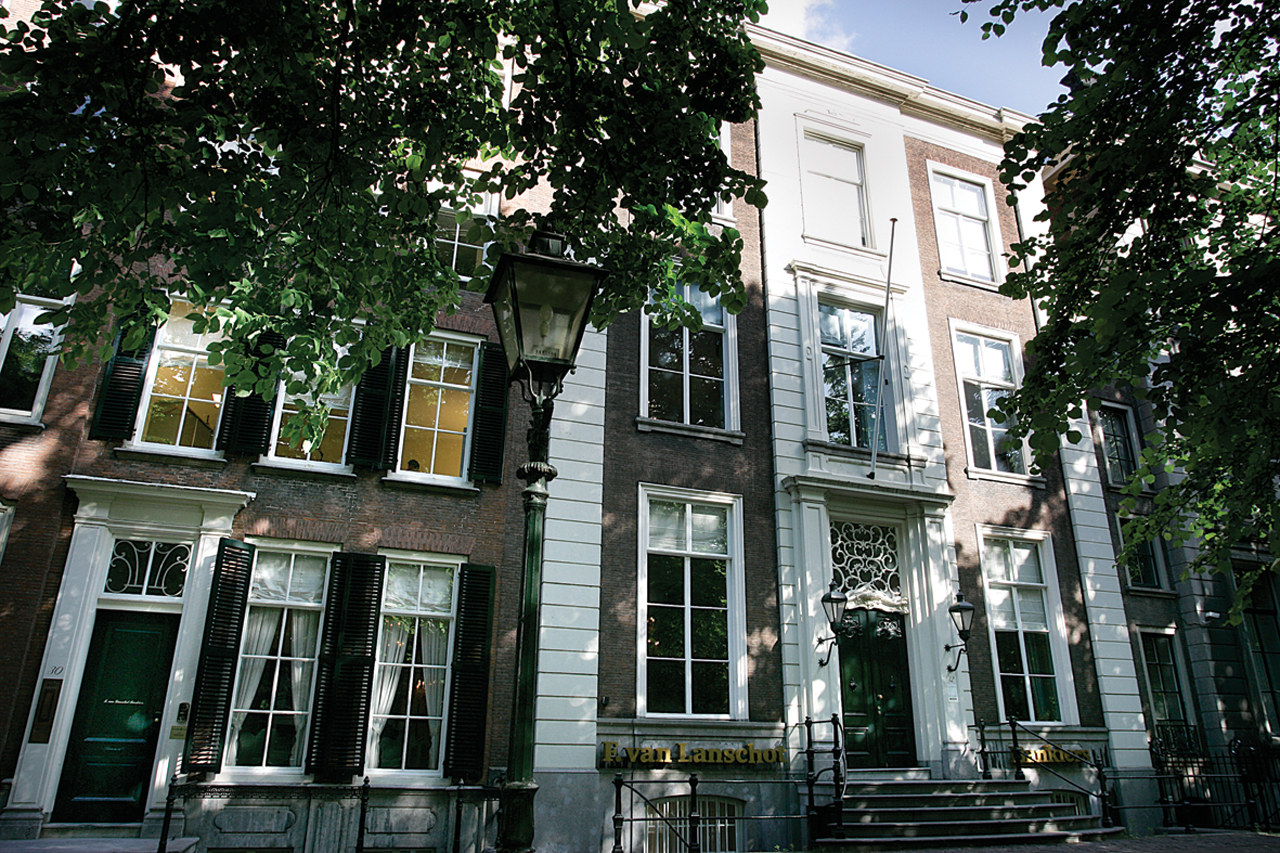
Bureau à La Haye
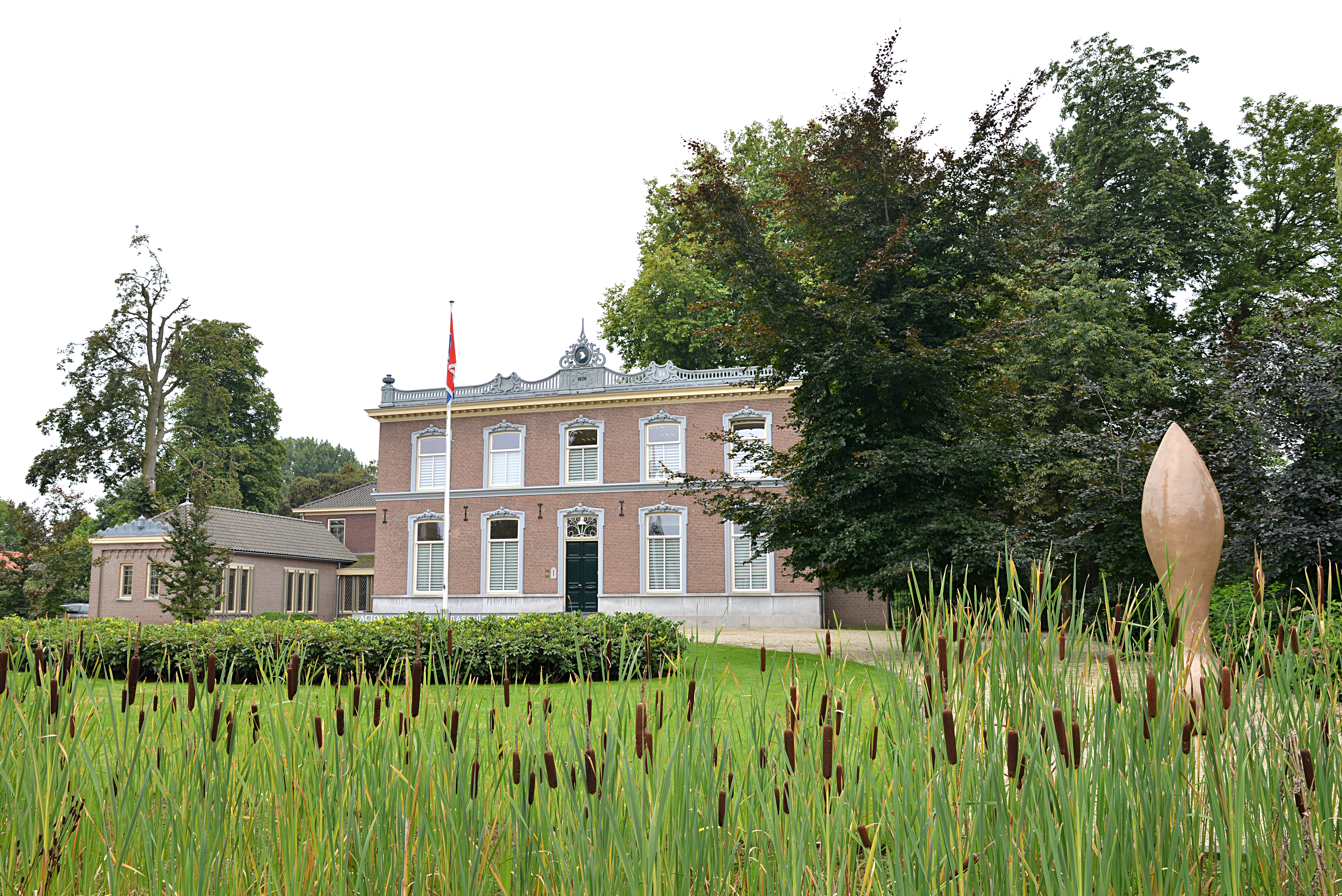
Bureau à Veghel
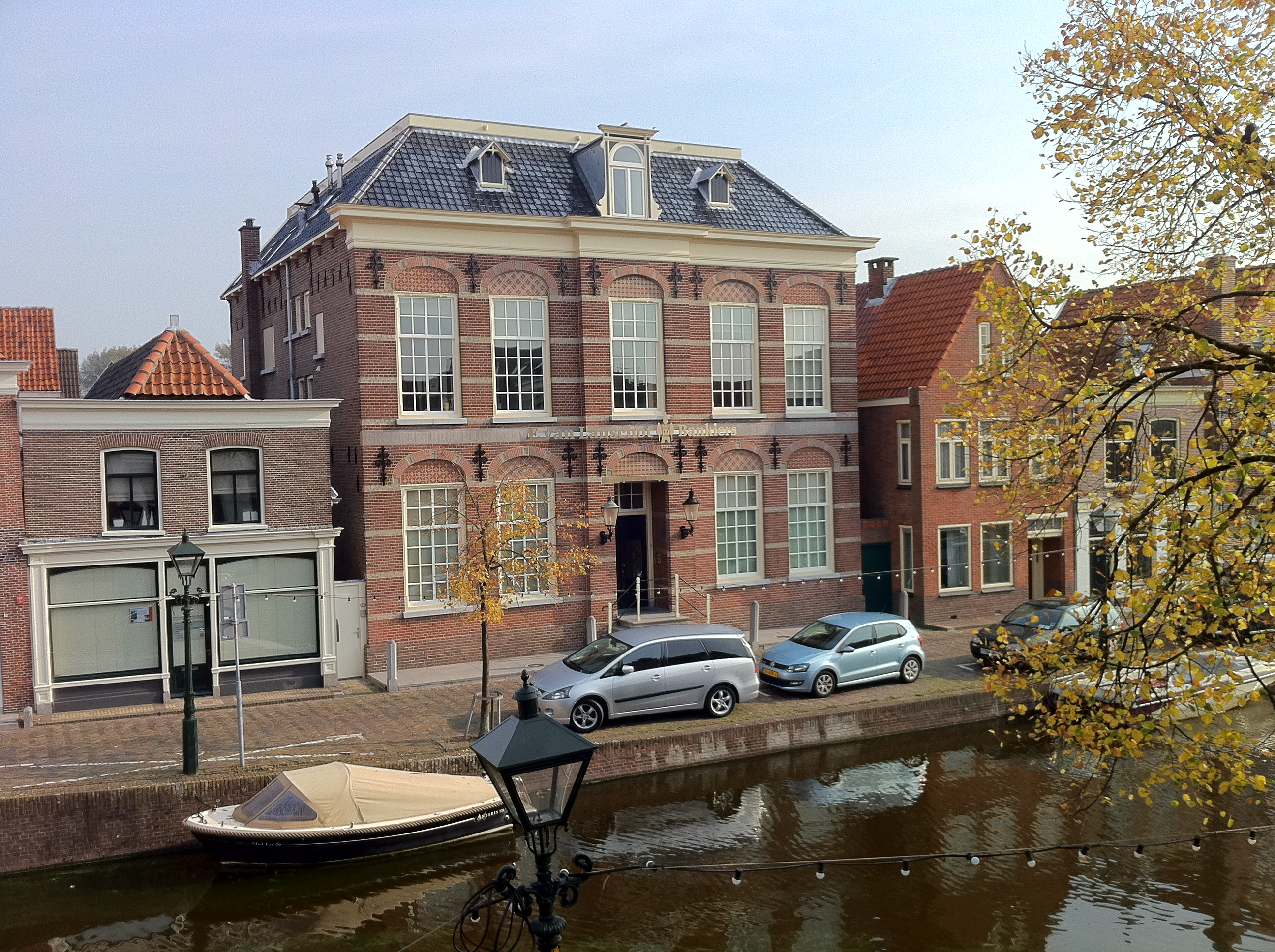
Bureau à Alkmaar

## Sponsor
L'activité de sponsor de Van Lanschot Kempen vise à contribuer à la préservation du patrimoine culturel néerlandais. Il comprend le musée Van Gogh d'Amsterdam. De plus, Van Lanschot Kempen est le sponsor principal du Royal Concertgebouw d'Amsterdam. L'entreprise soutient également des initiatives de développement durable en tant que partenaire principal de la fondation néerlandaise Stukje Natuur.